# Якопо Контарини
Якопо Контарини (на италиански: Jacopo Contarini) е 47-и дож на Република Венеция от 1275 до 1280 г.
Контарини произхожда от богато семейство и преди да бъде избран за дож изпълнява функциите на дипломат. Избран е на 6 септември 1275 г. в една вече много напреднала възраст (80–годишен) и след пет години, когато се възобновява войната с Анкона, абдикира на 6 март 1280. Той се оттегля в манастир на един от островите във Венецианската лагуна и умира скоро след това, на 6 април същата година.